# Archiwum

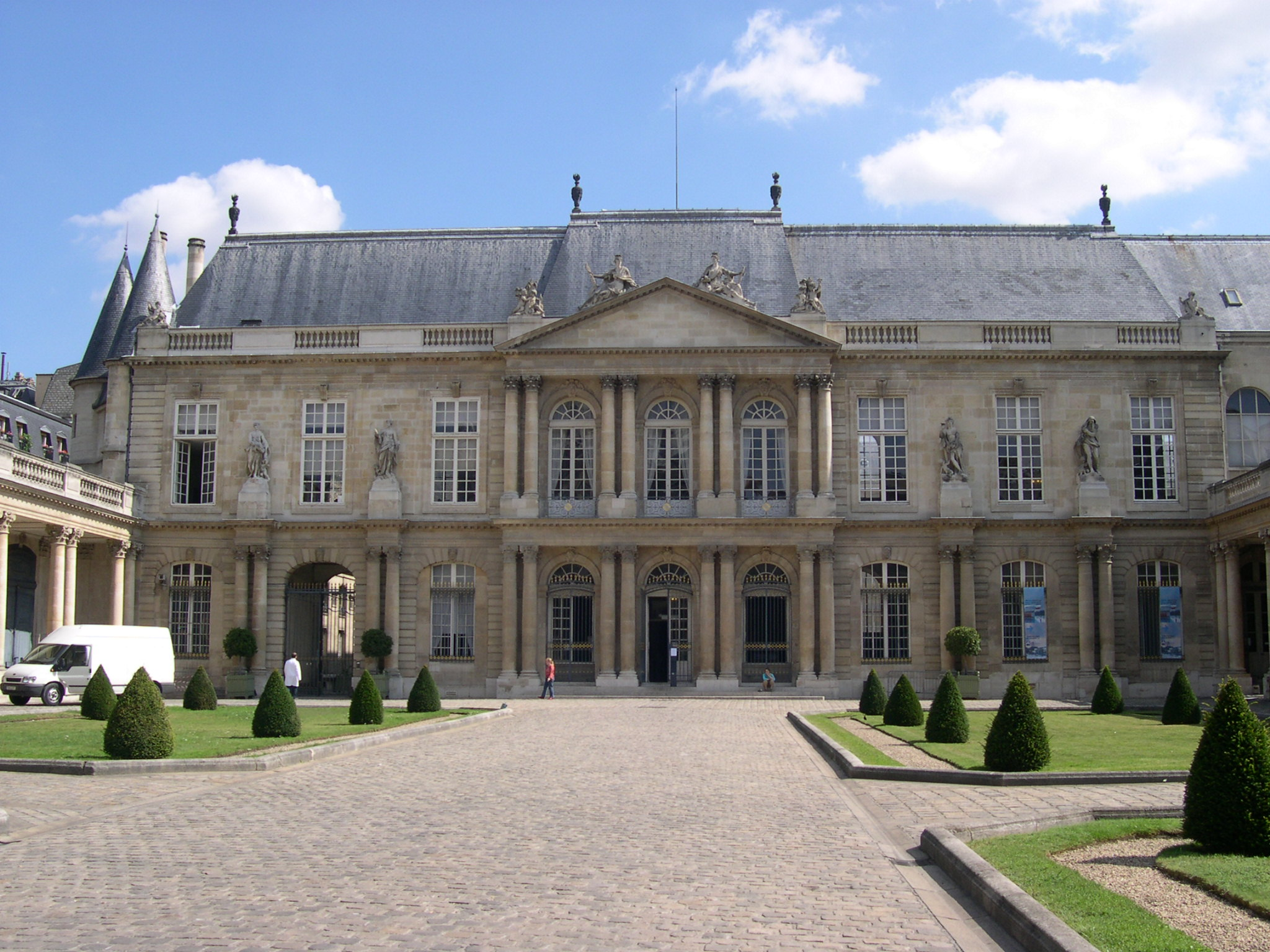
Archiwum Państwowe w Paryżu (2005)

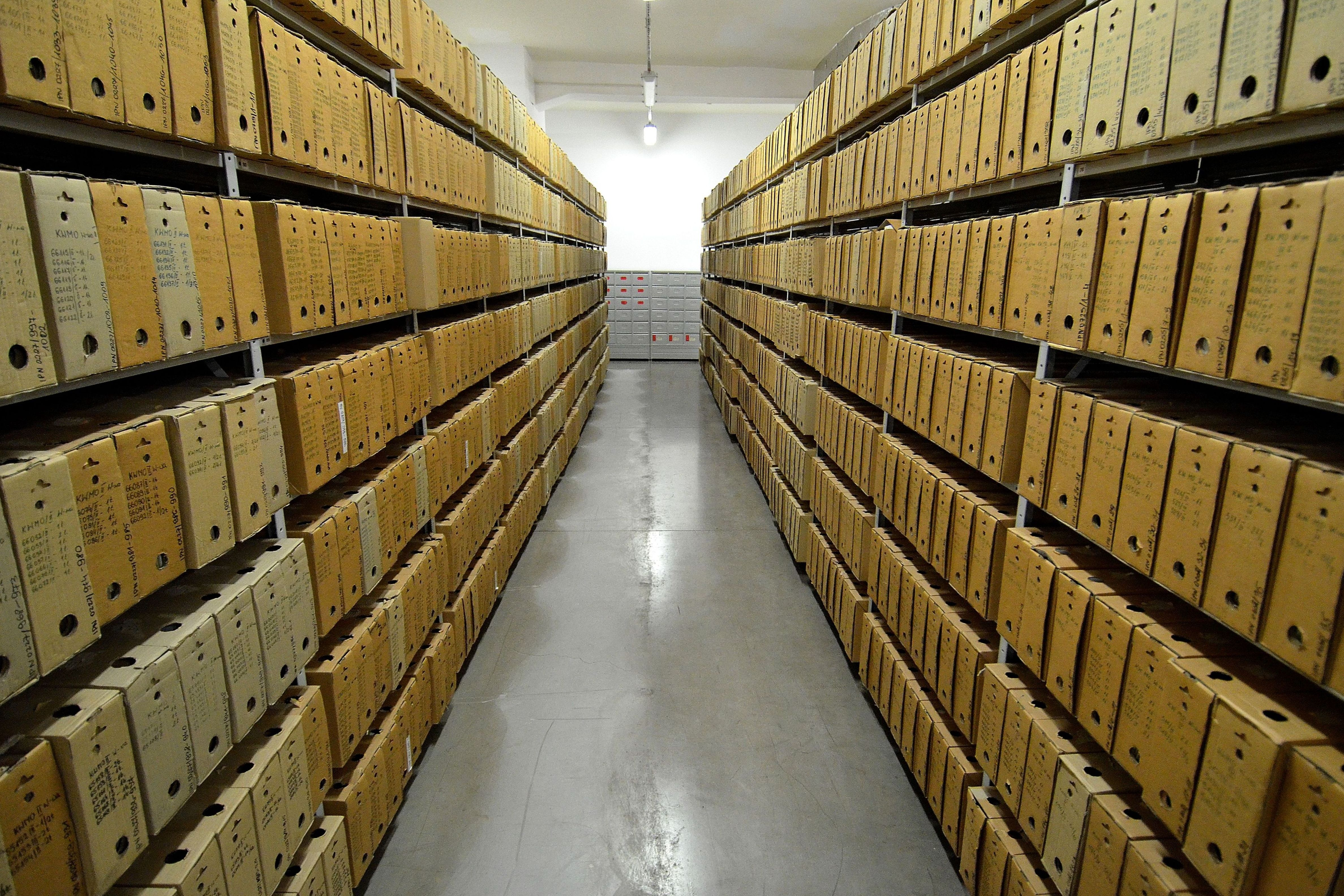
Archiwum Instytutu Pamięci Narodowej w Warszawie (2013)

Archiwum (łac. archīvum od gr. ἀρχεῖον „gmach urzędowy” od ἀρχή „na czele”, por. archont) – instytucja lub miejsce przechowywania i udostępniania dokumentów historycznych i współczesnych, które nie są używane na bieżąco. Jako archiwum określa się również uporządkowany zbiór tego typu dokumentów. 
Archiwum można rozumieć w następujący sposób: 
1. Instytucja powołana do gromadzenia, przechowywania, opracowywania i udostępniania archiwaliów; archiwum państwowe pełni funkcje instytucji zaufania publicznego, jest uprawnione do wydawania uwierzytelnionych odpisów archiwaliów;
2. Dział urzędu, przedsiębiorstwa, instytucji, oddolna inicjatywa przechowująca archiwalia (składnica akt, archiwum zakładowe, archiwum społeczne);
3. Zbiór lub zespół archiwalny powstały w wyniku działalności instytucji, rodziny (archiwum rodowe, podworskie), prywatnej (archiwum prywatne, spuścizna) – warto tu zaznaczyć, że materiały nie muszą znajdować się w archiwach, by były uznane za archiwalne[3].
4. Archiwum (informatyka) – plik otrzymywany w procesie archiwizacji (często związana z kompresją) danych. Archiwa przygotowywane są przez programy archiwizujące i kompresujące. Po wykonaniu procesu archiwizacji dane źródłowe zajmują mniej miejsca i umieszczone są w jednym pliku, mającym zwykle rozszerzenia .tar lub .zip, .rar, .arj, .lha, .jar, .cab, a czasem .exe.
5. Miejsce przechowywania materiałów archiwalnych.

Zbiory archiwalne pełnią funkcje dowodowe lub prawno-administracyjne (np. dostarczanie dowodów prawnych zapisanych w archiwaliach; dostarczania świadectw i wzorów administrowania lub zarządzania), a także funkcje kulturowe (informacyjne, naukowe, edukacyjne, promocyjne).

## Archiwa w Polsce
W Polsce funkcjonuje sieć archiwów państwowych, które pełnią funkcje instytucji zaufania publicznego i są uprawnione do wydawania uwierzytelnionych odpisów archiwaliów. Sieć podlega pod Naczelnego Dyrektora Archiwów Państwowych, i tworzą ją trzy archiwa centralne (Archiwum Główne Akt Dawnych, Archiwum Akt Nowych i Narodowe Archiwum Cyfrowe) oraz 29 archiwów o zasięgu regionalnym. Oprócz tego, w Polsce działają liczne archiwa gromadzone m.in. przez biblioteki, instytuty, muzea oraz organizacje pozarządowe, oddolne inicjatywy i nieformalne stowarzyszenia (patrz: archiwistyka społeczna). 

## Archiwizacja
Archiwizacja – proces tworzenia, zabezpieczania i klasyfikowania zbioru. Może obejmować takie działania, jak:
- Przechowywanie i konserwacja zbiorów – dbanie o stabilne warunki (szczególnie stałą temperaturę i poziom wilgoci w powietrzu[6]) celem przedłużenia żywotności materiałów.
- Opracowanie – odpowiednia klasyfikacja i opisywanie zbiorów, nadawanie zdigitalizowanym plików metadanych, które pozwalają na późniejsze przeglądanie i wyszukiwanie archiwaliów.[7]
- Wywiad, nagrywanie relacji historii mówionej – czyli nagrywanie, zachowywanie i interpretacja historycznych informacji, bazujących na osobistych przeżyciach i opiniach mówiącego.

- Digitalizacja – przetwarzanie (kopiowanie) materiałów archiwalnych na format cyfrowy w celu udostępnienia ich na stronach internetowych.[8][9]